# پاتریک تیمسیت
پاتریک تیمسیت (فرانسوی: Patrick Timsit‎؛ تلفظ فرانسوی: [patʁik timˈsit]؛ زادهٔ ۱۵ ژوئیهٔ ۱۹۵۹) بازیگر، فیلم‌نامه‌نویس، کارگردان فیلم و مجری رادیویی اهل فرانسه است که از تبار یهودیان الجزایر است.
از فیلم‌ها یا برنامه‌های تلویزیونی که وی در آن نقش داشته‌است، می‌توان به مایریگ، پاپاراتزی و مارکیز اشاره کرد.